# Ligne Bannan
 (décembre 2021).
Si vous disposez d'ouvrages ou d'articles de référence ou si vous connaissez des sites web de qualité traitant du thème abordé ici, merci de compléter l'article en donnant les références utiles à sa vérifiabilité et en les liant à la section « Notes et références ».
La Ligne Bannan (chinois : 板南線, anglais : Bannan line) ou Ligne Bleue (code BL) est une ligne de métro à Taipei opérée par Taipei metro, nommée d’après les districts qu’elle connecte : Banqiao et Nangang. Elle totalise 23 stations desservant les districts de Nangang, Xinyi, Daan, Zhongshan, Wanhua, Banqiao et Tucheng.
La ligne est entièrement souterraine. L’excavation des tunnels a été rendue possible par le recours à des tranchées, entrainant de grosses perturbations du trafic routier. Cette méthode de construction a conduit la ligne à suivre le parcours de routes en surface, totalisant 28,3 kilomètres.
Le service de cette ligne est divisé entre des trains parcourant tout le réseau, de Taipei Nangang Exhibition Center à Dingpu, et d’autres ne proposant qu’un trajet réduit entre Kunyang et Far Eastern Hospital.

## Histoire
Le 8 novembre 1990 marque le début des travaux d’excavation de la section Nangang. La partie la plus délicate du chantier se présente à partir de décembre 1993, quand les tranchées à l’intersection de Zhongxiao East Road et de Shaoxing Road sont creusées. Ce sont deux axes majeurs de la circulation automobile dans Taïpei, ce qui entraîne de forts embouteillages. Après 9 ans de travaux, le 24 décembre 1999, la portion entre Mairie de Taipei et Longshan Temple entre en service. Un an plus tard, c’est le segment entre Longshan Temple et Xinpu qui est ouvert, le 31 août 2000. Le 30 décembre 2003, la section Est de Nangang voit sa construction commencée, puis le 17 octobre 2004 les travaux portants jusqu’à Taipei Nangang Exhibition Center débutent. Il faut attendre le 27 février 2011 pour que le service soit opérationnel sur tout la ligne. Le 6 juin 2015, l’extension finale du réseau est terminée avec l’ouverture de Dingpu Station.
Le 21 mai 2014, un étudiant de 21 ans, Cheng Chieh, attaque plusieurs passagers alors que le métro se trouve entre Longshan Temple et Jiangzicui. 4 personnes sont tuées et 24 sont blessées lors de cette attaque du métro de Taïpei.

## Stations
| Code | Nom anglais                      | Nom chinois | District           | Temps de trajet entre les stations | Temps d'arrêt à la station | Date d'ouverture | Notes                                                                                        |
| ---- | -------------------------------- | ----------- | ------------------ | ---------------------------------- | -------------------------- | ---------------- | -------------------------------------------------------------------------------------------- |
| BL01 | Dingpu                           | 頂埔        | Tucheng            | n/a                                | n/a                        | 06/07/2015       |                                                                                              |
| BL02 | Yongning                         | 永寧        | Tucheng            | 180                                | 25                         | 31/05/2006       |                                                                                              |
| BL03 | Tucheng                          | 土城        | Tucheng            | 95                                 | 25                         | 31/05/2006       |                                                                                              |
| BL04 | Haishan                          | 海山        | Tucheng            | 106                                | 25                         | 31/05/2006       |                                                                                              |
| BL05 | Far Eastern Hospital             | 亞東醫院    | Banqiao            | 142                                | 25                         | 31/05/2006       | Terminus pour certains trains                                                                |
| BL06 | Fuzhong                          | 府中        | Banqiao            | 92                                 | 25                         | 31/05/2006       |                                                                                              |
| BL07 | Banqiao                          | 板橋        | Banqiao            | 89                                 | 25                         | 31/05/2006       | Correspondance pour TRA (en) et THSR ; correspondance prévue avec la future Ligne Circulaire |
| BL08 | Xinpu                            | 新埔        | Banqiao            | 102                                | 30                         | 31/08/2000       | correspondance prévue avec la future Ligne Circulaire                                        |
| BL09 | Jiangzicui                       | 江子翠      | Banqiao            | 74                                 | 28                         | 31/08/2000       |                                                                                              |
| BL10 | Longshan Temple                  | 龍山寺      | Wanhua             | 190                                | 28                         | 24/12/1999       |                                                                                              |
| BL11 | Ximen                            | 西門        | Zhongzheng, Wanhua | 103                                | 30                         | 24/12/1999       | Correspondance pour la ligne Songshan-Xindian                                                |
| BL12 | Taipei Main Station              | 台北車站    | Zhongzheng         | 132                                | 40                         | 24/12/1999       | Correspondance pour la ligne Tamsui-Xinyi, TRA (en), THSR et Taoyuan Airport MRT             |
| BL13 | Temple de Shandao                | 善導寺      | Zhongzheng         | 64                                 | 30                         | 24/12/1999       |                                                                                              |
| BL14 | Zhongxiao Xinsheng               | 忠孝新生    | Daan, Zhongzheng   | 76                                 | 28                         | 24/12/1999       | Correspondance pour la ligne Zhonghe–Xinlu                                                   |
| BL15 | Zhongxiao Fuxing                 | 忠孝復興    | Daan               | 84                                 | 40                         | 24/12/1999       | Correspondance pour la ligne Wenhu                                                           |
| BL16 | Zhongxiao Dunhua                 | 忠孝敦化    | Daan               | 63                                 | 28                         | 24/12/1999       |                                                                                              |
| BL17 | Sun Yat-sen Memorial Hall        | 國父紀念館  | Xinyi, Daan        | 67                                 | 28                         | 24/12/1999       |                                                                                              |
| BL18 | Taipei City Hall                 | 市政府      | Xinyi              | 72                                 | 28                         | 24/12/1999       |                                                                                              |
| BL19 | Yongchun                         | 永春        | Xinyi              | 82                                 | 25                         | 30/12/2000       |                                                                                              |
| BL20 | Houshanpi                        | 後山埤      | Nangang, Xinyi     | 73                                 | 25                         | 30/12/2000       |                                                                                              |
| BL21 | Kunyang                          | 昆陽        | Nangang            | 99                                 | 25                         | 30/12/2000       | Terminus pour certains trains                                                                |
| BL22 | Nangang                          | 南港        | Nangang            | 105                                | 25                         | 25/12/2008       | Correspondance pour TRA (en) et THSR                                                         |
| BL23 | Taipei Nangang Exhibition Center | 南港展覽館  | Nangang            | 114                                | n/a                        | 27/02/2011       | Correspondance pour la ligne Wenhu                                                           |